# 静岡県立農林環境専門職大学の人物一覧
静岡県立農林環境専門職大学の人物一覧は静岡県立農林環境専門職大学に関係する人物の一覧記事。

## 著名な教職員
- 飯野勝己（講師） - コミュニケーション論・メディア論・言語哲学・文章表現法
- 上原克仁（講師） - 人的資源管理論・労働経済学・人事経済学
- 鈴木滋彦（学長） - 林産学
- 内藤博敬（准教授） - 食品科学・農と食の健康論
- 丹羽康夫（准教授） - 分子生物学・生命科学・在来作物学
- 細川光洋（講師） - 日本近代文学・国語科教育法